# Fischingen (Svizzera)
Fischingen (toponimo tedesco) è un comune svizzero di 2 680 abitanti del Canton Turgovia, nel distretto di Münchwilen.

## Storia
Nel 1972 Fischingen ha inglobato i comuni soppressi di Au, Dussnang, Oberwangen e Tannegg.

## Monumenti e luoghi d'interesse

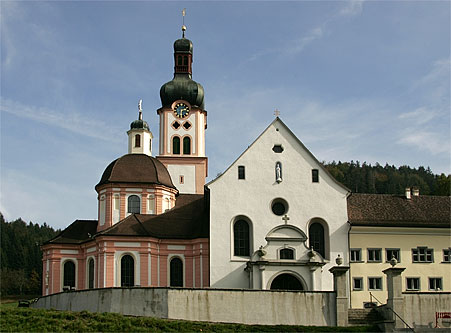
L'abbazia di Fischingen

- Abbazia di Fischingen, attestata dal 1138[1].

## Società

### Evoluzione demografica
L'evoluzione demografica è riportata nella seguente tabella (con Au, Dussnang, Oberwangen e Tannegg):
Abitanti censiti

## Geografia antropica

### Frazioni
Il comune di Fischingen conta più di 100 insediamenti.
- Au[3]
- Dussnang[4]
- Oberwangen[5]
- Tannegg[6]
  - Bäritsriet
  - Schurten
  - Vogelsang

## Amministrazione
Ogni famiglia originaria del luogo fa parte del cosiddetto comune patriziale e ha la responsabilità della manutenzione di ogni bene ricadente all'interno dei confini del comune.